# 绥西三战役
绥西三战役，又称第八战区冬季作战、绥西抗日、绥西作战，是1939年12月至1940年4月在中华民国绥远省中西部进行的系列战役。在该战役中，由傅作义统率的国民政府军，对阵日军及蒙疆联合自治政府下属的蒙古军。日軍的目的是從綏遠向西進攻，在绥西與寧夏建立回族的傀儡政權，方便日本統治。作戰副司令傅作義，第三十五軍（傅作義兼，新三十一師、新三十二師、第一〇一師、五臨警備旅）、第八十一軍（馬鴻賓，第三十五師、第十七集團軍騎兵第一、二旅、新編騎兵第三師），騎兵第六軍（門炳岳，騎兵第七師、新編騎兵第四師、暫編第十師）、東北挺進軍（馬占山，新編騎兵第五師、暫編騎兵第一師、暫編騎兵第二師、暫編騎兵第三師）、綏遠游擊軍（馬秉仁，游擊第一師、游擊第二師、綏遠游擊軍第一、二旅）、察哈爾游擊隊。第八戰區奉命協助第二戰區北路軍團圍攻綏遠省內之敵軍，分別向包頭與歸綏沿線鐵路進行反攻。1939年12月20日，國軍第三十五軍攻入包頭，擊斃兩個日軍騎兵聯隊長，日方隨即由平綏、安北、固陽三方面持續增援，雙方激戰兩日後國軍撤退，形成有效牽制。1940年1月28日，日軍以第26師團、獨立第2旅團主力，向綏遠方面黃河沿岸進攻，突破國軍烏鎮、黃河沿岸陣地。2月2日，日軍攻陷五原。2月12日，國軍採取機動襲擊，擊退五原附近之敵軍。4月1日，日軍部分兵力被迫東調，國軍乘勝追擊克復五原。日本軍隊作戰序列：第26師團（黑田重德），獨立第11聯隊、獨立第12聯隊、獨立第13聯隊、砲兵第26聯隊、騎兵集團第1旅團、第13聯隊、第14聯隊。
战役由国军率先发动，作为冬季攻势的重要组成部分之一，其目的是为了配合第五战区冬季作战，同时缓解华北北部的战局。该系列战役从国军围攻日军占据的包头城开始，由于攻城难度远远大于预期，使得城内部分据点未能攻克，加之日军援军大批赶至包头城，使得国军被迫放弃包头西撤。日军随后对国军展开报复性攻击，并接连攻克了黄河以北的诸多城池，国军随后逐渐转守为攻，双方进入僵持状态。日军此后对绥西战场估计严重不足，仅派遣蒙古军以及临时组建的绥西警备队负责当地的防守任务。傅作义趁机指挥军队重新将日军逐出绥远西部，绥西三战役宣告结束。此次战役之后，日军再无对绥远西部的大规模军事行动，而国民政府方面则将此次系列战役定为“一次重大胜利”并加以宣传，借此鼓舞全国抗日力量的士气。

## 战役背景

1939年抗日战争形势图，华北大部分地区被日军攻占，但绥西地区仍被中国军队控制

### 日军入侵绥远
1936年，日军派遣大汉义军及蒙古军入侵绥远，被傅作义率部击退。
1937年7月7日，日军在宛平城外发动卢沟桥事变，中国抗日战争正式爆发。10月14日，日军沿京包铁路西进占领归绥城，17日占领包头。加上在抗战之前已经在绥远抗战前后通过蒙疆联合自治政府（当时为蒙古军政府）日军占领的乌兰察布盟等地，此时尚在国军手中的绥远省领土仅剩黄河以南的伊克昭盟和绥远省西部的河套地区。
占领包头之后，先后成立了“蒙疆联合委员会”、“蒙古联盟自治政府”，这两个机构仍归关东军作内部指导。但日本陆军中央部特别是参谋本部，在攻占南京以后终于认识到“要打长期持久战，对苏准备仍然令人忧虑，因此考虑到对中国方面的增兵是危险的”。
所以日本陆军中央部在1938年2月确定的作战指导纲要中，要求侵华日军确保在中国现已占据的地区作为军队后方实质的整备，对第三国方尤其对苏联必须严加警戒。在情况允许之前，对战区不要扩大，更不要进行新区的作战。蒙疆方面，“确保现已占领地区，对占据地区除以现有兵力剿匪作战外，不进行向远方推进作战”。

### 傅作义脱离晋系
由阎锡山所主导的晋系，一直以来都是以山西省五台县人为骨干的一批政治军事势力。傅作义在这个派系中属于例外，作为晋南人的他之所以能够在晋系当中担任绥远省代主席和35军军长，主要是凭借军功，在阎锡山因中原大战惨败而下野期间得到了张学良的提任。阎锡山此后重新主政晋绥，一直想找一个机会撤换掉傅作义，但苦于没有借口，就一直没能实行。太原会战中，傅作义防守太原失败，阎锡山上报蒋中正，想以此将傅作义撤换掉，但没有得到任何回应。
此后在吉县古贤村，晋系主要将领召开会议，阎锡山在会议上提出排共的提议，但这一提议遭到了傅作义的反对。傅作义认为“只有国共合作，戮力杀敌，才能取得抗战的胜利。否则，同室操戈，将自取灭亡。”蒋中正一直试图弱化各地方派系的实力，增强自己的嫡系实力，见傅作义和阎锡山公开分裂，一九三八年，蒋中正在陕西武功召开军事会议，决定傅作义在后套组织第八战区副司令长官部，一切补给由国民党中央直接拨给。“傅作义从此脱离阎锡山投靠了蒋介石”。

### 抗战陷入僵持
1939年初，傅作义率部脱离阎锡山返回河套地区。1939年9月，第二次世界大战爆发，此时的抗日战场进入全面僵持的状态。时任国民政府军事委员会委员长蒋中正特级上将在同年10月29日召开的南岳第二次军事会议中指出，“我国的抗战局势，已临到胜利的一个大转机”。1939年10月至11月，鉴于日军实施在钦州湾登陆发动桂南会战，蒋中正下令，为牵制驻蒙军日军第26师团南调，以减轻对南方战场的压力，傅作义部出击安北县县城大佘太的日军。傅作义认为进攻大佘太并不能有效牵制日军，此时应该奇袭包头，才能制造声势，吸引日军注意。

## 参战军队

### 日军方面
日军于1937年12月开始组建“驻蒙兵团”，并于1938年1月8日编成。该兵团初期只辖一个师团和五个后备步兵大队，此后又补充了一个独立混成旅团。驻蒙兵团直属天皇，主要任务是接替关东军指导蒙疆政权，监视外蒙、宁夏、绥远方面，负责内蒙、察南、晋北地区的安定。活动范围严格限于已占领地区，而不包括绥西的河套和伊克昭盟，“若超越达里诺尔湖（多伦北约一百三一十六公里）东苏尼特王府、百灵庙、固阳、包头连结线及黄河进行作战（空军除外）须经批准”。1938年7月4日，驻蒙兵团改编为駐蒙軍，兵力约2万5千人，编入北支那方面军作战序列。从事蒙疆方面之作战及占领地域警备任务。司令部驻张家口。当时司令官为岡部直三郎中将。
驻归绥、包头的日军为騎兵集團，集团长为小島吉蔵中将，下辖骑兵第1旅团、骑兵第4旅团，每个旅团下辖两个骑兵联队及机枪队。满员的骑兵旅团定员为5600人，配备军马5668匹、步骑枪3705支、重机枪12挺、野炮36门、速射炮4门及战车7辆等武器装备。当时，骑兵第4旅团已配属华中派遣军第2军。骑兵第1旅团下辖骑兵第13、第14两个联队及机枪队，并有集团直属的骑炮兵联队、战车队、机械化汽车步兵大队、辎重队等。分别驻防包头、萨拉齐、固阳、安北（即大佘太）。集团长小島吉蔵率騎兵集團司令部驻包头西前街的绥区屯垦督办办事处院内（今东河区通顺街与胜利路交汇口东北侧，包头市重点文物保护单位“绥西屯垦督办公署旧址”），辖熊川长治中佐指挥的骑炮兵联队，直辖一个骑兵中队，一个独立战车队，一个速射炮部队，并附带指挥伪蒙军2个师以及百余名宪兵和间谍。这些部队在包头城内构筑了大片的以钢筋混凝土为主要原料的碉堡群。固阳还驻扎着大贺茂少将的(实际上1939年9月由片桐茂少将继任）骑兵第1旅团和伪蒙军第8师。1939年10月，骑兵第1旅团增编了骑兵第71联队，辖4个摩托化中队，1个机枪中队。
1939年，日军找来了之前已经被缴械的王英，组织了一支“绥西自治联军”，以王英为上将总司令，下辖陈秉义、王栓子、常子仪等三个骑兵师，驻扎在包头以西中滩地区公庙子一带，并派去了桑原大佐作为最高顾问，以及多名日军教官。

### 国军方面
国军方面，主要部队为傅作义自太原会战之后1939年元月撤回绥西的第三十五军。在此之前的三十五军成立了第73师和第101师，后经第73师被阎锡山扣留在山西的第二战区。第三十五军在绥西扩编了新编第31、第32两个师。
傅作义任第八战区副司令长官，管辖的部队总兵力超过十三万：
- 第三十五军
- 马鸿宾的第八十一军
- 门炳岳的中央军嫡系骑兵第六军（仅辖骑兵第7师）
- 白凤翔的热河抗日先遣军（辖四个骑兵旅，一个步兵旅，17300多人）
- 新骑3师：师长井得泉（后为梁立柱、刘万春），伪蒙军第2师第6团反正.
- 新骑4师：师长石玉山，参谋长王宪章，大汉义军骑兵第1旅反正。
- 新5旅：安华庭。红格尔图战役结束后，为大汉义军一部，驻南壕堑，起义反正。后改编为暂10师：师长安荣昌，梁立柱，王赞臣。
- 新6旅：王子修。红格尔图战役结束后，为大汉义军一部，驻南壕堑，起义反正。后改编为暂11师：师长王子修（后为杨维垣、刘景新），参谋长 王金铭（新堂）
- 绥远游击军：抗战初期，绥远空虚，李大超带绥远国民兵团移驻包头，以国民兵团为基础，成立了绥远游击军，李大超任游击军司令，副司令马秉任，李敬为参谋长，继而李英夫由山西返绥，遂编组游击军。1938年下半年傅作义率部到晋西北河曲，先派马秉任带李荣骅、刘万春、李思温、许书庭、李吉祥、曾子谦、郄莘田、柴致堂等干部去绥西河套，重行整编游击军。整编后，游击军司令马秉仁、参谋长李荣骅、政治部主任崔载之，所属两个旅，每旅3个团。游击军后改编为暂17师，师长王雷震（后为刘万春、朱大纯），副师长杨维垣，参谋长刘建义（后为成於念）。
  - 第一旅：旅长 刘万春；
    - 第一团：团长 李思温；
    - 第二团：团长 许书庭；
    - 第三团：团长 李吉祥；

  - 第二旅：旅长 马逢辰；
    - 第四团：团长 曾子谦；
    - 第五团：团长 柴致堂；
    - 第六团：团长 郄莘田。
- 五临警备旅：绥西屯垦军改编。旅长徐子珍（徐庭儒）。后改编为203旅，旅长于霖瑞。新5旅与203旅合编为暂10师，师长于霖瑞（后为张惠源），副师长王崇仁，参谋长任双齐
  - 第一团
  - 第二团团长贾世海

后新骑3师、新骑4师合并为骑4师，师长刘万春，副师长刘春芳，后刘春芳接任该师师长。
暂3军、暂4军及所属各师均于1940年夏改编而成。

## 战役经过

### 包头战役
对于这场战役，傅作义做出了详细部署，每一只麾下的军队都有明确的战略目标。12月17日，骑兵第6军在军长门炳岳的率领下渡过了马七渡，并歼灭了东、西老藏营子一带的伪军，破坏了附近的铁路。18日，骑6军在二十四顷地与日军发生战斗。19日又在夜间偷袭驻扎在萨县的日军。与此同时，第81军也按照相应的计划行事。
日军集团长小岛吉臧在得知国军骑兵第6军的动向后，于12月19日深夜派遣以熊川长治为指挥官的骑兵集团大部分部队组成熊川讨伐队，出城迎击。12月20日凌晨时分，当熊川讨伐队已远离包头城时，中国军队已于19日夜绕过了包头城外由伪军控制的碉堡群和铁丝网，进抵包头城东北角。20日凌晨时分，第93团团长安春山上校率部进抵包头城西北门。但在勘察了城墙的详细情况后，安春山下令改为利用包头城西北角最易攀爬的地点“水巴洞”率先攻城。战斗随即打响，中国军队一举攻下西北门。随后日军被惊醒，并展开抵抗。同时一驻守城外西营盘的蒙古军也开始对西北门发动攻击，但被阻于城外。而驻守城外先令营的蒙古军主动派人联系第93团，表示不想卷入战斗，团长安春山随即率部迅速攻占了日军弹药补给仓库。
在第93团夺取西北门的同时，已经在城北集结完毕的其他中国军队也先后对包头城展开了进攻。炮兵则在黄草洼附近占领阵地。五临警备第1团在团附梁伴池少校的率领下最先攻入城内，随后第91团主力亦在接受驻北营盘的伪蒙军投降后，跟随五临警备第1团之后入城拓展阵地。到了中午时分，第91团第1营的2个连也攻进了城内。另有两个营则因为城外退水壕过宽，而且与驻留城外之伪军发生战斗而胶着于东北角而未能入城。首先进城的仅第93团1个营，另2个营被阻在城外，与团部失去联系。五临警备第1团与第91团团长都没有亲自进城指挥作战，使得日军得以进人碉堡，以火力阻击中国军队的进攻。
12月20日上午10时，新31师师长孙兰峰少将为统一攻城部队的指挥，命令副师长王雷震少将为前敌指挥官入城指挥作战。而王副师长在得到命令后并未入城，只是在城外设立了临时指挥部，指挥城外部队与伪军作战，他命令已经入城的第93团团长安春山上校统一指挥入城部队，并派遣第92团第3营入城增援。此时已经入城的部队计有：第93团第1营、第91团第1营的两个连、第93团第3营、五临警备第1团一部。
安春山获得统一指挥权，迅速與入城各部联络上，与城内的日军發生激烈巷战。20日下午3时，在安春山团长的指挥下，入城部队将城内日军压迫至城东南一隅，并竖起了国旗。包头当地的百姓在得知中国军队进城之后纷纷送茶送水，慰劳大军。但是由于东南角日军碉堡配置错综复杂，火力封锁猛烈，攻入城内的中国军队始终未能占领东南角，战事被迫陷入拉锯状态。清晨出城寻找中国军队主力作战的日军熊川讨伐队在返回的途中遭遇中方增援部队，这一突发事件使得中日双方军队陷人了混战。日军骑兵第1旅团旅团长片桐茂少将命令所属的两个骑兵联队分由固阳、安北两地紧急增援包头。
中国军队将注意力集中在包头攻略，日军骑兵第1旅团部及直属部队在20日下午4时许趁此機會突入城内，成功与守军会合。固阳的骑兵第13联队队长小原一明大佐亲自率聯联队的一个大队增援，行經三和号地区，期間遇遭到中国军队新31师第92团与绥远游击军第1旅的顽强阻击。日军以战车开路，並步步推进，差點突破郁传义上校指挥的第92团之第2营阵地。郁传义随后率部并终于重创了增援的日军骑兵第13联队，其联队长小原大佐也在战斗中受重伤而被部下救回固原，残部300余人在大队长的指挥下拼死向包头突进，于21日凌晨时分冲到包头城西北门外，又遭到了中国军队新31师第93团北关守军与第91团西北关守军的阻击，被迫退入西北门外的城壕内据守，随后被全部歼灭。
当日军骑兵第13联队被中国军队击败后，日本驻蒙军司令官冈部直三郎认识到了问题的严重性，他立即联络第26师团师团长黑田重德中将，命其速派命骑兵第13旅团大部和骑兵第14旅团一部增援包头，其余部队待集结完毕后陆续向包头开进，同时还命令靠近包头的伪蒙军各部救援包头。在包头的战斗相持入夜后，日军制订了夜间反击的计划。
21日凌晨，由片桐中将统一指挥的日军对包头城内外的中国军队发起突然袭击，一举突破位于城内前街的五临警备第1团阵地。中国军队随后组织反击，夺回了部分阵地，但无法取得新进展。安春山上校指挥的部队白天打到入夜，仍然与日军相持在前街一线。只有第92团第3营营长邱子麟少校率领此营下攻占了城南日军一个最为坚固的大院，全歼据守院内的1个日军小队。此时，围攻萨县的骑6军传来消息，称已经攻克萨县，破坏了平绥铁路。
在城外，由熊川长治中佐指挥的步骑兵联队由2架战斗机掩护，以300多名骑兵的兵力，對新31师王雷震副师长的前线指挥所刘家窑子发起进攻，但正面和侧面的几次攻势都被刘景新率部击退。该股日军见攻击无效，便转而对位于黄草洼的新31师师部发起偷袭，又一次被作为预备队的第92团2个营击败。日军骑兵第14联队在赶往包头城下之前，其驻地安北正受中国军队第81军的袭扰，所以该联队联队长小林一男大佐并未全部将部队带出，由于并未对沿路两侧进行任何侦查，以致在即将靠近包头时遭到中国军队新编第5旅的伏击，部队几遭全歼，联队长小林大佐被当场击毙，最终逃回了安北。
12月21日下午3时，日军第26师团先行的两个大队成功突破绥远游击军的外围阻击，其后來到包头附近，由5架战斗机作掩护，对城东新31师第93团的两个营发动进攻。突破这两个营的防线后，日军第26师团與熊川骑炮兵联队会合，以一半兵力入城与集团司令部汇合，另一部直接向黄草洼新31师师部发動攻击。31师师部随即转移，但仍有4门山炮被日军缴获。日军在夺取黄草洼后又将矛头指向了西北关，并发生激烈战斗。战斗开始之后，中方第101师也感到西北关加入战斗，双方一直混战到入夜后。
12月22日晨，日军在城内稍事休整，骑兵第1旅团旅团长片桐茂少将擔任日军反攻总指挥，指挥6个步兵中队、3个骑兵中队、1个战车队與炮兵一部對包头城内外的第35军各部发动总反攻。第101师、新31师、新32师与五临警备第1团同时与日军展开激烈的战斗，直至日军在中午时分停止攻击而结束。
鉴于日伪援军仍不断赶往包头，在已经达成目的的情况下，为防止遭受更大损失，第8战区副司令长官傅作义决定撤军。22日中午，第35军开始撤退。日军发现第35军主力有撤退迹象之后，派出了大量战车、汽车尾追，但随即遭到殿后的第101师缠斗，被迫撤回包头。第35军主力虽然摆脱了日军的追击，但是在昆都仑河地区又遭到了伪蒙军的袭扰。
此时，在包头城内的战线上，当傅上将的命令下达后，中方官兵纷纷表示坚不撤退。安春山只能伪称“撤退是假，出城决战是真”为由，将部队骗出了包头。当安春山上校率领的部队撤至昆都仑河时，发现第35军之主力正在与伪蒙军纠缠中，于是立即加入战斗，从侧面袭击伪蒙军。伪蒙军腹背受敌，向昆都仑河西北山麓撤退。而位于包头的日伪军，虽然已集结兵力近万人，却因前次追击时受到阻击而并没有采取进一步行动。
24日凌晨，第35军各师陆续撤至中滩地区，并返回了绥西。进攻包头的战役至此结束。第35军斃傷了日伪军3000余個兵員，击毁日军60多辆汽车、4辆战车，摧毁1座军火库，缴获各种武器、军需品甚众，并击毙了1名日军联队长小林一郎中佐（另有骑兵第13联队联队长小原一明大佐重伤），俘虏1名伪军团长。而根據日軍內部機密文件的統計，12月下旬日軍在包頭外圍所發動的冬季反擊作戰總共戰死軍官11人、準士官以下戰死196人，另外有軍官30人、準士官以下464人戰傷，合計死傷701人，若加上12月中旬日軍的傷亡以及國軍在包頭城內給日軍造成的死傷，包頭戰役日軍理應死傷近千名。第35军在是次戰役有2000余人伤亡，也未能收复包头，但这次攻击對巩固华北抗日根据地有利，吸引晋北、察南以及华北大部分日军的注意，使日军抽调华北兵力南下的计划未能实行，因而在战略上起到巨大作用。

### 绥西战役
傅作义进攻包头的这次行动给日军以极大震动，因为他们并没有料到位于绥远的傅作义有实力对日军展开攻势。日本驻蒙军为了防止傅作义再次进攻包头，于1940年1月15日制定了旨在歼灭傅作义集团为目的的“八号作战”。由于五原在包头以西200多公里，超过了日军大本营的作战控制线，所以驻蒙军又将作战计划呈报大本营。而日军大本营并未考虑到要占领绥西，所以在1月24日的回文中虽然批准了此项计划，但是命令出击部队在达成目的后应立即撤回原防地。
1月25日，日军驻蒙军司令官冈部直三郎以黑田重德的第26师团、小岛吉藏的骑兵集团、王英的“绥西自治联军”3个师和伪蒙军3个师在集结于包头周围，并计划于1月28日沿黄河两岸西进，向第8战区副司令长官部驻地五原发动攻势。
已经撤回绥西的傅作义一面命令部队加紧整补，一面开始准备迎击日军的部署。傅作义判断，日军进犯绥西的主要目的是歼灭中国军队而不是以占领土地为目标，于是下令己方军队避免与日军正面决战，采取游击方式各路打击日伪军。傅作义把第八战区副司令长官部从五原撤到临河以南，继而转移到伊盟沙梁地区。宁夏的第35师回防。
1940年1月27日，日军驻蒙军司令官冈部直三郎中将前往包头，召见黑田、小岛等高级将领策划进攻绥西的相关事宜。会上决定兵分三路进犯绥西：
- 以第26师团主力2万余人取道后山经固阳、大佘太、乌布浪口进绥西地区进攻五原。
- 小岛吉藏的騎兵集團、第2混成旅团、王英的伪绥西自治联军1.5万余人取道前山，大部从西山咀，少部分从黄河南岸经马七渡口入侵。
- 伪蒙军3个师经中公旗进犯两狼山、太阳庙

傅作义部署：	
- 骑兵第六军军长门炳岳指挥骑7师、新骑4师、新32师在西山咀、马七渡口、牛头圪旦迎击小岛吉藏的左翼入侵之敌，阻止其与主力会合；
- 第八十一军第35师在乌不浪口、乌镇迎击敌主力第26师团
- 第三十五军之第101师在乌镇以东，新31师在万和长与乌不浪口，准备夹击日军第26师团。

1月28日，日军兵分三路进犯绥西，其中两路在途中遭到了中国军队的袭扰，迟至2月3日才摆脱阻击，继续向五原前进。另一路日伪混合部队则在乌不浪口与乌镇地区遭到了中国军队的阻击在得到飞机坦克的支援下突破了中方军队的阻击阵地，但进展迟缓，1月30日才完全突破阵地，并于2月1日侵占乌不浪口和乌镇。负责阻击中方军队在达成既定目标之后，先后撤入狼山。同时五原县县长李吉祥中校亦于同时顺利疏散了群众，完成了县城各机关的撤退工作。当2月3日日军占领五原时，五原已是空城一座。随后日军兵分两路，2月4日占领了临河，2月6日占领陕坝、黄羊木头。
在这一阶段的战斗中，总的战略思想是打机动战，不让日军捕捉到中国军队的主力，但是在实际上中国军队并没有做到这点，大多数战斗仍旧是保持在阵地战的基础上作战，遭受到了不应有的损失。

### 五原战役
2月5日，傅作义将作战指挥部转移到临河县境内的亚麻赖村，并召开会议，组织攻取五原、收复后套的战役。会中决定，除第35军与新编第6旅之外，其余部队皆解除作战任务，分别指定地点进行休整。第35军以第101师移驻狼山湾地区；新31师转移到狼山山麓附近；新32师沿狼山湾西进，并突袭驻防五原州城的伪蒙军；新6旅开赴万和长地区。上述各部皆以狼山为依托，机动打击日军。同时派出数百个战斗小组，实行游击战术，到处袭击日伪军。会后，傅上将将他的副司令长官部迁移至亚麻赖以南的什纳格尔庙。
此时的日军由于接连突破中国军队的防线，且连占三城，便错误地认为中国军队之主力遭到歼灭，残部已无力反击。第26师团长黑田重德中将更是在五原城内大摆酒宴，并扶持汉奸田喜亭组建维持会，委任王英为绥西警备司令，负责维持绥西治安。同时在张家口以及平津等地的报纸也争相报道“傅作义全军覆没”的消息，吹捧皇军的“英勇战绩”。
驻蒙军司令官冈部直三郎中将决定将进入绥西的日军主力调回察哈尔休整，但是这个决定遭到了参谋长田中新一少将的反对。于是留驻绥西的日伪军由原先的一个日军步炮混成联队之外，还增加了王英的“绥西自治联军”和由伪蒙军参谋长乌古廷指挥的3个伪蒙师。此外，日军又于2月17日由雁北调来一个1000余人的警备队，使驻五原的日伪军兵力达到1万余人。这些部队统一由日军驻五原的特务机关长桑原荒一郎中佐指挥。冈部司令官对桑原中佐作出指示，要求当地日伪军注意防范，不要依赖日军救援。
当傅作义上将获悉日军主力陆续东撤后，便拟乘留守五原之敌立足未稳之机，将日军诱出五原后分割包围歼灭，一举收复五原。于是，傅上将命令第35军集中于邻家地以西地区，准备歼敌，命令马秉仁中将率领的绥远游击军佯攻五原，诱敌出击。之后以小部队节节阻击并引诱日军进人丰济渠东岸，为第35军歼灭日军创造条件，游击军主力则迅速进人五原城。而为了收复五原，必须得将五原附近的临河、陕坝收复，于是傅作义命令新32师先行将这两地收复。
2月19日，新32师开始了对临河的攻击，收复临河、陕坝的行动仅用几个小时即解决了问题。而日军为了避免被个个击破，便将伪军各部集中于五原。上午8时，绥远游击军按计划行事，日军步炮混成联队以500余人分乘汽车40余辆出动，向绥远游击军发起反击。日军在前进至五临公路南侧时即已发现了埋伏于此地的中国军队新编第31师第93团，双方立即发生了激烈的战斗，原先的围歼战被迫改成了混战。
新31师第93团为日军先头部队发现后，该团团长安春山上校立即命令所部发动进攻，与日军发生了正面交锋，伤亡惨重。而第91团和第92团则因遭到伪蒙军3个师的策应攻击，而未能及时配合第93团方面的作战。其中新91团团长刘景新上校在与伪蒙军接触后竟然擅自脱离部队，以致新91团无人指挥而发生混乱。而在第101师方面的作战也很不顺利。该师刚进人阵地，即与日军突然遭遇，被迫改为防御战，师长董其武少将虽奋力组织部队逆袭，但是面对日军的优势火力，所部伤亡甚重。于是第101师方向的伏击也告失败。日军在两个地方纷纷与中国军队发生激战后，明白了中国军队的伏击企图，于是立即收缩部队，寻机撤回了五原。而负责夺取五原的中国军队绥远游击军见友军作战纷纷失利，遂放弃了进攻五原的任务。
首次收复五原的计划失败后，傅作义上将总结经验教训，对部队进行调整后，准备再次发动对五原的攻势。1940年2月25日，傅作义上将在亚麻赖接到了军事委员会委员长蒋中正的电报，任命傅作义为第8战区代理司令官，要傅作义即刻前往兰州就任，部队在石嘴山收容。经过与部下商讨后，傅作义谢辞了蒋中正的任命，表示愿意继续坚持在绥西抗日。随后，傅作义对之前的战役进行了总结，惩办了部分将领，并在此之后对部队进行了数次演习，训练出一支突击队伍。
驻五原的日伪军在第一次击退中国军队的进攻后也重新调整了部署，以桑原荒一郎中佐指挥的特务机关和伪蒙警备队1000余人驻守五原新城（步炮混成联队在第一次防守五原得胜后也撤出了五原，取而代之的是名义上受伪蒙军指挥的由日本人组成的警备队），由乌古廷少将指挥的伪蒙军第4、第5、第8师驻守五原旧城和新城中，由王英中将指挥的“绥西自治联军”驻防在五原外围的郝镜桥、南牛耕、蛮可素、同义隆和扒子补隆一线。
1940年2月下旬，傅作义部署收复五原军事计划，决定利用黄河解冻流凌、道路翻浆泥泞的时机，采取掏心攻城战术向日寇发起反攻。3月15日，气候渐暖、大地冰消、黄河解冻，中国军队参战各部开始行动，并于19日抵达各自指定位置。由新31师第93团团长安春山上校为突击队司令、曹子谦上校为副司令的“掏心突击队”经过昼伏夜行亦进至五原新城外壕。3月20日深夜，突击队在成功绕过伪蒙警备队并俘获伪军士兵取得通行口令后成功抵达五原城门口，随后以精壮之士将城门日军警卫刺杀，俘获4名伪蒙军士兵，占领城门。此时，突击队分为8个小队迅速突入城内，攻击即定目标，以手榴弹投掷日军营房，一时全城枪声四起。在此次奇袭下，30余名日本军官逃离五原新城，日伪军的指挥系统陷入混乱。22日下午，城内日军除两处据点外，其余基本被肃清。此后日军多次反扑，并使用了毒气，但均被击退。下午3时，新31师以所属第91团第2营发起猛烈进攻，在步炮的密切配合下，其尖刀连（第2营第5连）在孙英年上尉的指挥下经激烈战斗，终于突入平市官钱局和屯垦办事处的日军据点，随后第2营营长令狐理少校也率部突入，终将据点内的守军全部歼灭。五原新城至此被完全收复。
新31师向新城发动进攻的同时，新犯师与配属之炮25团第2营在师长袁庆荣少将的指挥下也开始对五原旧城、前后补红和广盛西的日伪军发动了攻击。战斗进行的很惨烈，双方伤亡惨重。对城外的伪军据点的清剿也在同时进行。21日夜，被中国军队围攻的伪蒙8师的师长宝音格勒德尔少将向五原城内的特务机关部请示下一步行动方案。此时的日军特务机关部已被中国军队占领，中方假冒特务机关的名义叫伪蒙8师“自由行动”，宝音格勒德尔在得到这个回复后立即命令部队放弃阵地，向东撤退。该师在撤退途中又遭到新编骑兵第4师的伏击，仅500余人逃出五原。
绥远游击军在代理司令李作栋少将的指挥下亦于3月20日夜对郝镜桥、蛮可素的“绥西自治联军”发起进攻。由王英率领的“绥西自治联军”在听说五原城内日军各据点相继失守之后，随即向南溃败。李作栋少将在得知当面情况后，果断下令追击，将“绥西自治联军”歼灭大部，仅王英等率领残部数百人逃脱追击，其参谋长杨守程被击毙，顾问浅沼庆太郎与高参李根车被俘虏。
在五原城内外各据点发生激战时，作为预备队的第101师除以303团支援友军作战外，还以所属第302团攻击五加河地区的桥梁守敌，阻击日军的增援部队。第302团团长郭景云上校奉命后于20日夜抵达攻击位置，他将主力部署在桥南，另以一部分兵力潜渡河北，以突然进攻的方式两面夹击守桥伪军，经1小时战斗即顺利攻占桥梁，并俘虏伪军官兵50余人，随后郭团长将桥梁破坏，并在河南构筑防御工事以阻击援敌。同时，新5旅与新6旅也按照既定计划将各自负责的攻击目标之伪军守备队歼灭，并破坏了桥梁。当五原旧城为新32师收复后，傅作义上将命令该师改为预备队，命令第101师师长董其武少将率领所属第301团、第303团推进至二财主绝旦地区抢修工事，以阻击由此增援五原的日军。
3月22日下午3时，就在五原新城即将被新31师收复之际，增援的日军赶到了五原外围，并突破了新6旅的防线，架设浮桥，抢修五加河上被破坏的桥梁。郭景云上校率领第302团予以阻击，使日军渡河受挫。随后日军数次组织强攻，曾一度攻上河堤，郭景云立即组织精壮之士与日军展开肉搏，郭景云虽连中两弹，但是仍旧坚持不下火线，终于将日军赶回了河北。随后，董其武师长命令第303团接替第302团防务，继续阻击日军，并顺利地完成了阻击任务。
此间，由五原新城突围的日军残部在特务机关长桑原荒一郎中佐的率领下突围至二驴子附近时遭到中国军队游击部队截击，桑原中佐被击毙。由五原外围据点南逃的“绥西自治联军”司令王英带着部下师长陈秉义等数十人逃至西山咀与伪蒙军参谋长乌骨廷率领的残部1000余人会合。他们利用中国军队新5旅旅长安华亭少将原为王英旧部的关系，顺利渡过乌加河逃回了包头。事后，安华亭少将为了掩盖故意放走伪军高级将领的事实，命令部下将桥梁炸毁以掩过饰非。但此事最终被部下告发，安华亭被撤职查办。
日军在失守五原后，于3月22日发布第425号作战命令。驻蒙军司令官冈部中将于3月24日以小岛中将的骑兵集团为主力，配属第26师团的两个大队集结于五加河畔，并以猛烈的炮兵轰击中国军队第101师第301团和第303团的防御阵地。第301团在团长王建业上校的指挥下奋勇阻击，营长冯增波少校、连长郝宝瑞上尉相继阵亡，王团长亦臂部负伤，阵地逐被日军突破。随后日军从侧翼包抄第303团防御阵地，并夺占桥梁，使第303团遭受惨重损失，团长宋海潮上校身中7弹，大肠外露，昏死在阵前（后为当地居民救回性命），第303团被迫放弃阵地向后撤退。傅作义立即命令第101师后撤，被迫再次放弃五原。
日军在突破五加河第101师防线后兵分两路，一路追击撤退的中国军队，由于中国军队撤退及时，日军未能捕捉到任何踪迹。另一路日军直接向五原前进，并于3月26日中午时分重占五原。但是日军这次占领五原后，没能找到汉奸，缺乏粮食补给，加之先前的激烈巷战，到处都是残垣断壁，一片荒凉迹象。而中国军队的游击部队又在五原外围不时地骚扰日军，破坏粮食补给线，使得占领五原的小岛吉藏中将头痛万分，屡次致电驻蒙军司令部，请求放弃五原。
3月27日，中国军队第35军扒开五加河南堤，引水淹没了五加河至五原公路。这一举动终于使驻蒙军司令官冈部中将决定放弃五原，将部队撤回包头。小岛吉藏中将匆忙指挥部队将尸体搜集火化，在飞机的指引下，撤出了五原。28日，中国军队再次收复五原。
此役，歼灭日伪军5000余人，其中击毙日军总指挥官、皇族水川伊夫中将等军官300余人，击毙日兵1100余人，生俘日军指挥官、警务指挥官和伪军师长等50余人，毙伤伪蒙军3000余人，是抗日战争以来国民政府统率军队第一次收复失地，亦成为：“五原大捷”。
第35军与友军各部从1939年12月的冬季攻势开始，经过4个多月的战斗，大小作战57次，终于打败了日军及日伪军，共歼敌1万余人，并最终收复五原，第8战区的冬季攻势自此胜利结束。

## 战役影响
1940年4月6日，重庆大公报发表了题为“五原战役开创最后胜利的先路”的社论，高度赞扬了由傅作义上将率领的部队的优良战绩与抗日精神。4月14日，重庆大公报又说:“此次收复绥西作战五十七次，连续一百五十日，战士充满牺彪炳，殊堪矜式”。1940年4月17日，国民政府令:“授第八战区副司令长官傅作义‘青天白日勋章’”。对此，傅作义于5月23日发表了辞勋电，并在电文中高度赞扬了所部官兵艰苦抗战、奋勇杀敌的爱国精神。傅作义公开辞勋后，军事委员会委员长蒋中正又於同年5月给傅作义两个暂编军的番号，同意其扩编部队，作为对其绥远战斗的嘉奖。而傅作义直到抗战胜利后才接受青天白日勋章。
在包头战役中被中国军队俘虏的于振赢，后因功升任绥远游击部队的师长。
在日军方面，驻蒙军司令官冈部直三郎中将对于五原作战一直因责任问题而苦恼万分，直到5月3日才对其参谋长田中新一少将“加以谴责和明确责任”。此外，冈部中将对于担任伪蒙古政府顾问以及伪蒙军事顾问而在五原战死的34名日本人作为驻蒙军司令部编制人员上报，由日本陆军部按1939年11月的新规定加以追悼和抚恤。1940年9月，冈部中将因为在绥西作战不利等原因奉召回国，历任参谋本部部附、陆军大学校长、第3方面军司令官、第6方面军司令官，官阶陆军大将。日本投降后，国民政府于1945年9月18日在汉口中山公园内举行第6方面军的受降仪式，冈部直三郎大将向中国受降主官、第6战区司令长官孙蔚如上将脱帽行礼致敬，并解下佩刀双手奉上，办理了投降手续。9月30日冈部被囚禁在武汉大学内。1946年7月，被中国军事法庭确定为战犯嫌疑转押至上海。同年11月28日，因精神紧张突发脑溢血，在战犯医院中死去。
从此日军限于兵力不足等诸多因素，再未对绥西发动大规模攻势。而傅作义率领的部队又在绥西地区与日军相持了5年，之间小战斗频繁不断，并时常策动伪军反正，有力地牵制了驻蒙军兵力，使其不能将部队使用于华南地区。